# Maria Rye
Maria Susan Rye, född 31 mars 1829 i London, död 12 november 1903, var en brittisk aktivist och filantrop.
Rye, som var medlem av Langham Place Group, verkade inom Society for Promoting the Employment of Women och från 1862, tillsammans med Janet Lewin, Female Middle Class Emigration Society. Då medlemmarna i dessa organisationer blev allt mer inriktade på att verka för kvinnlig rösträtt, kom hon i stället att rikta sitt intresse mot fattiga barn. Hon medverkade 1891 i grundandet av Church of England Waifs and Strays Society (numera The Children's Society), i vilket hon verkade till pensioneringen.